# Ludwik Rudnicki
Ludwik Rudnicki SJ (ur. 23 lipca 1877 w Mrzygłodzie, zm. 3 lub 4 stycznia 1933 w Łodzi) – polski duchowny, publicysta, jezuita i doktor filozofii.

## Życiorys
Odbył dwuletni nowicjat w Starej wsi koło Krosna. W latach 1987–1900 studiował filozofię w Kolegium w Nowym Sączu, następnie zaś był wychowawcą w Zakładzie Naukowo-Wychowawczym Ojców Jezuitów w Chyrowie. W latach 1904–1908 studiował teologię w Kolegium Krakowskim, a w międzyczasie w 1907 przyjął w Krakowie święcenia kapłańskie. Następnie był redaktorem „Posłańca Serca Jezusowego” oraz dyrektorem Apostolstwa Modlitwy w Krakowie (1910–1914) i opiekunem stowarzyszeń katolickich we Lwowie (1914–1915). W trakcie I wojny światowej był kapelanem wojskowym armii Austro-Węgier (1915–1918), m.in. na terenie Kresów Wschodnich w 137 Pułku Piechoty krakowskiej. W 1915 wydał modlitewnik Nabożeństwo żołnierza podczas wojny, który doczekał się 9 wznowień.
Po wojnie był duszpasterzem w Krakowie (1819–1919), Wilnie (także wicesuperiorem klasztoru, 1919–1920), Lwowie (1920–1922), Chyrowie (1922–1923), Warszawie (1923–1925) i Łodzi (1925–1926) w kościele Wniebowzięcia Najświętszej Maryi Panny i kościele oo. Jezuitów przy ul. Podleśnej (obecnie ul. Skłodowskiej-Curie). W latach 1925–1933 był wykładowcą filozofii w Seminarium Duchownym w Łodzi. Popularyzował wiedzę o sztuce kościelnej. Był konserwatorem zabytków w kościołach diecezji łódzkiej oraz kościołach oo. Jezuitów. Uczestniczył we współorganizowaniu Archiwum Akt Dawnych w Łodzi.
Został pochowany na cmentarzu rzymskokatolickim na Dołach w Łodzi.

## Publikacje
- Estetyka T. Lippsa(inne języki) (Kraków 1911)
- Z problemów modernizmu. Idea Boga w teorii Le Roy’a, „Przegląd Powszechny”, 1908, t. 98
- Przeżycia estetyczne a moralność, „Przegląd Powszechny”, 1911, t. 111 i 112,
- Nabożeństwo żołnierza podczas wojny (Kraków 1915)[1]